# Dražen Mužinić
Dražen Mužinić (né le 25 janvier 1953 à Split) est un footballeur croate, international yougoslave des années 1970 et 1980.

## Biographie
En tant que milieu, Dražen Mužinić est international yougoslave à trente-deux reprises(1974-1979) pour un but inscrit. Il fait la Coupe du monde de football de 1974, jouant que deux matchs sur les six de son équipe (Brésil et RFA). La Yougoslavie est éliminée au second tour. À l'Euro 1976, la Yougoslavie termine quatrième et Dražen Mužinić joue tous les matchs. Son unique but est inscrit à Bucarest, le 13 novembre 1977, contre la Roumanie à la 18e minute, pour une victoire yougoslave (6-4).
Il joue pour le club yougoslave de l'Hajduk Split de 1969 à 1980, ainsi que pour le club anglais de Norwich City de 1980 à 1982. Avec le premier, il remporte quatre championnats yougoslaves et cinq coupes nationales. Avec le second, il ne remporte rien.

## Palmarès
- Championnat de Yougoslavie
  - Champion en 1971, en 1974, en 1975 et en 1979
  - Vice-champion en 1976
- Coupe de Yougoslavie de football
  - Vainqueur en 1972, en 1973, en 1974, en 1976 et en 1977
  - Finaliste en 1969